# Мальборские говоры

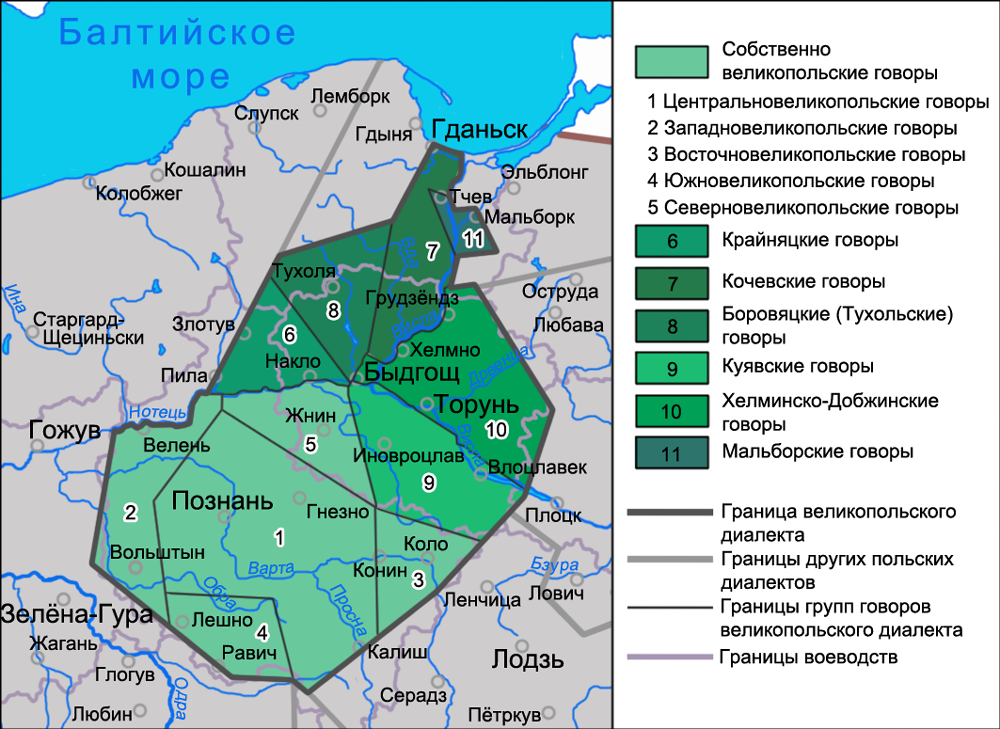
Мальборские говоры на карте великопольского диалекта

Ма́льборские го́воры (мальборкские говоры) (пол. gwara malborska) — группа говоров великопольского диалекта, распространённых в районе Мальборка в Поморском воеводстве. К. Нич относил мальборские говоры к новым немазуракющим диалектам вместе с кочевскими и мазовецкими немазуракающими говорами, объединяя их с любавскими говорами в один мальборско-любавский диалект; ряд других лингвистов (К. Дейна и др.) относили мальборские говоры к мазовецкому диалекту. Данные говоры отличает переходный характер, распространение как великопольских, так и мазовецких диалектных явлений, что отражает историю их относительно позднего формирования в результате смешения разнородных говоров после переселения их носителей на север в земли пруссов.

## Вопросы классификации
Мальборские говоры в ранних работах К. Нича были включены в состав куявско-хелминско-кочевского наречия, которое вместе с хелминско-мазовецким переходным наречием в его классификации составляли один из четырёх основных польских диалектных массивов. Позднее К. Нич рассматривал мальборские говоры как часть новых немазуракающих говоров (некашубское Поморье и Вармия), при этом он объединял мальборские и любавские говоры в один мальборско-любавский диалект, отмечая его близость к мазовецким говорам. К мазовецкому диалекту относил говоры окрестностей Мальборка такжеК. Дейна. Напротив, в классификации польских диалектов С. Урбанчика мальборские говоры, как и остальные новые немазуракающие говоры, отнесены к великопольскому диалекту. В современных классификациях польских диалектов мальборские говоры, как правило, включают в состав великопольского диалекта, а любавские говоры — в состав мазовецкого диалекта. Основные классифицирующие признаки польских диалектов: изоглоссы наличия или отсутствия мазурения и звонкого или глухого типа межсловной фонетики объединяют мальборские говоры и с великопольской, и с мазовецкой диалектными группами.

## Область распространения
Мальборские говоры распространены в восточной части Поморского воеводства в окрестностях Мальборка, Штума и Тчева по правый и по левый берега Вислы. С запада они граничат с территорией распространения кочевских говоров, с севера, востока и юга окружены новыми смешанными диалектами.

## История
Мальборские говоры как и грудзёндзские и любавские сформировались вследствие ранней экспансии носителей польских говоров Хелминской земли и Мазовии в XIII — XIV веках на территории, занимаемые прусскими племенами. Возможно, что при образовании Мальборских говоров участвовали и носители кашубских говоров. Мальборские земли находились в различные периоды своей истории то в немецком, то в польском владении, в составе Тевтонского ордена, Речи Посполитой, Пруссии, единой Германии и с XX века — Польши. Несмотря на долгое немецкое господство над мальборской землёй, её жители всегда поддерживали экономические и культурные связи с соседними польскими регионами, и поэтому черты мальборских говоров во многом схожи с чертами других говоров севернопольского диалектного ареала.

## Особенности говоров
Среди особенностей мальборских говоров отмечаются типичные севернопольские диалектные явления: глухой тип сандхи, произношение re на месте ra, смешение y и i, асинхронный характер мягкого губного ряда, смешение kie / gie и ke / ge, словообразование с суффиксом -ak, обобщение dwa для всех родов. По отношению к западнопольским диалектным признакам мальборские говоры разделяют отсутствие мазурения в прямом его понимании и произношение континуанта ē как y, но отличаются от западнопольского ареала наличием недифтонгизированных континуантов долгих ā и ō. С чертами великопольского диалекта совпадают узкое произношение континуантов носовых звуков и отсутствие мазурения. С чертами мазовецкого диалекта совпадают отсутствие дифтонгических гласных на месте древнепольских ā и ō, смешение y и i, глухой тип сандхи, асинхронный тип произношения мягких губных, нарушение оппозиции kie / gie и ke / ge, словообразование с суффиксом -ak. По ряду севернопольских явлений мальборские говоры схожи с любавскими, хелминско-добжинскими и в особенности с кочевскими говорами.

### Фонетика
1. Отсутствие дифтонгов на месте континуантов ā и ō, на месте ē произносится ye: pjyersz’o (pierwsze) и т. п.
2. Узкое произношение континуантов носовых звуков и, соответственно, в сочетаниях ę и ą с n и m произносятся как yen, yem, ůn, ům. Перед фрикативными согласными носовой призвук заменяется на звук j: ksůjżka (książka), gyjś (gęś) и др.
3. Совпадение в одном звуке y и i: słabi (słaby) и т. п.
4. Произношение re на месте ra: redło (radło).
5. Глухой тип межсловной фонетики.
6. Отсутствие мазурения в его прямом понимании. В мальборских говорах распространено близкое мазурению диалектное явление, при котором ряды š, ž, č, ǯ и ś, ź, ć, ʒ́ совпадают в одном ряду š, ž, ć, ʒ́, называемое шяканьем (пол. sziakanie) или яблонкованием: szwiniaka (świnia), bec’ka (beczka) и т. п.
7. В группах sv, tv, kv возможны и глухое и звонкое произношение, как tv, так и tf и т. д.
8. Смешение kie / gie и ke / ge в одном варианте c твёрдым произношением: kedy (kiedy) и т. п.
9. Асинхронный тип произношения мягких губных как с призвуком j, так и ś, ź, ń.

### Морфология и синтаксис
1. Окончания глаголов настоящего времени в 1-м лице мн. числа: -m, -mi, -ma.
2. Окончания глаголов настоящего времени во 2-м лице мн. числа: -ta (оставшееся от категории двойственного числа) и -cie.
3. Наличие севернопольской формы dwa для всех родов: dwa żony (dwie żony).
4. Словообразование с суффиксом -ak: dzieciaka, świniaka и др.
5. Отсутствие грамматической категории мужского лица в именах и глаголах.